# Уаманчи
Уаманчи — озеро на территории Ругозерского сельского поселения Муезерского района Республики Карелии.

## Общие сведения
Площадь озера — 1,3 км². Располагается на высоте 130,3 метров над уровнем моря.
Форма озера продолговатая: оно вытянуто с севера на юг. Берега преимущественно заболоченные.
Уаманчи соединяется протокой с рекой Ругой, впадающей в реку Онду, втекающую в свою очередь в Нижний Выг.
К югу от озера проходит трасса А137 («Р21 („Кола“) — Тикша — Ледмозеро — Костомукша — граница с Финляндской Республикой»), а также железнодорожная линия Кочкома — Ледмозеро.
Код объекта в государственном водном реестре — 02020001311102000008135.